# Liga Paulista de Futsal de 2014
A Liga Paulista de Futsal de 2014 é a 58ª edição da principal competição da modalidade no estado, sua organização foi de competência da Federação Paulista de Futsal.

## Regulamento

### Primeira fase
Os 19 clubes jogarão entre si em turno único em chave única, classificando os 12 melhores para a 2ª fase.

### Critérios de Desempate
1. Índice técnico na fase (aproveitamento de pontos - maior quociente da divisão do número de pontos ganhos pelo número de jogos)
2. Gol average (maior quociente da divisão do número de gols marcados pelo número de gols sofridos).
3. Maior média de gols assinalados na fase (número dos gols assinalados dividido pelo número de jogos realizados).
4. Menor média de gols sofridos na fase (número de gols sofridos divididos pelo número de jogos realizados).
5. Maior saldo de gols na fase (diferença entre gols assinalados e os gols sofridos).
6. Sorteio

### Segunda fase
As 12 equipes são divididas em 4 chaves de três times cada. As equipes enfrentam entre si em turno e returno. As duas melhores equipes de cada grupo estarão classificadas para a 3ª fase.

### Critérios de Desempate
1. Índice técnico na fase (aproveitamento de pontos - maior quociente da divisão do número de pontos ganhos pelo número de jogos)
2. Gol average (maior quociente da divisão do número de gols marcados pelo número de gols sofridos).
3. Maior média de gols assinalados na fase (número dos gols assinalados dividido pelo número de jogos realizados).
4. Menor média de gols sofridos na fase (número de gols sofridos divididos pelo número de jogos realizados).
5. Maior saldo de gols na fase (diferença entre gols assinalados e os gols sofridos).
6. Sorteio

### Terceira fase (quartas de final)
As equipes se dividem em 4 chaves de dois times, que jogarão uma partida na casa do clube de melhor campanha no somatório das fases anteriores, com o vencedor avançando às semifinais. Em caso de empate no tempo regulamentar, haverá uma prorrogação de 10 minutos. Se persistir o empate na prorrogação estará classificada a equipe de melhor campanha no somatório das fases anteriores.

### Quarta fase (semifinais)
As equipes se dividem em 2 chaves de dois times, que jogarão uma partida na casa do clube de melhor campanha no somatório das fases anteriores, com o vencedor avançando às finais. Em caso de empate no tempo regulamentar, haverá uma prorrogação de 10 minutos. Se persistir o empate na prorrogação estará classificada a equipe de melhor campanha no somatório das fases anteriores.

### Fase fase (finais)
Os dois classificados da fase anterior se enfrentarão em duas partidas, sendo que, o clube que teve melhor campanha no somatório das fases anteriores, tem mando de campo na 2ª partida. Caso o empate persista, haverá uma prorrogação de 10 minutos. Se persistir o empate na prorrogação será declarada campeã a equipe de melhor campanha no somatório das fases anteriores.

## Participantes em2014
Participam da liga:
| Equipe                                | Cidade                | Em 2013       | Ginásio                     | Títulos            |
| AABB/Mapfre                           | São Paulo             | 2º            | A da AABB                   | 1 (2012)           |
| ADC Intelli/Orlândia                  | Orlândia              | 3º            | Maurício Leite de Moraes    | 3 (último em 2011) |
| S.C. Corinthians Paulista             | São Paulo             | 1º            | Parque São Jorge            | 9 (último em 2013) |
| Magnus Futsal                         | Sorocaba              | N/A           | Éden                        | 0 (não possui)     |
| Grêmio Barueri                        | Barueri               | 17º           | José Corrêa                 | 0 (não possui)     |
| Grêmio Mogiano/ADM/Assibraff/SMEL     | Mogi das Cruzes       | 18º           | Profº José Limongi Sobrinho | 0 (não possui)     |
| Guarulhos Futsal/A. Mult-Força        | Guarulhos             | N/A           | Paschoal Thomeu             | 0 (não possui)     |
| Indaiatuba/Clube 9 de Julho           | Indaiatuba            | 14º           | Carlos Aldrovandi           | 0 (não possui)     |
| Jacareí Futsal/Capricho Veículos      | Jacareí               | 19º           | EducaMais Paraíso           | 0 (não possui)     |
| C.S.S. II Exército/Osasco             | Osasco                | N/A           | Poliesportivo Geodésico     | 0 (não possui)     |
| Wizard/Pulo do Gato/Sanasa            | Campinas              | 7º            | Rogê Ferreira               | 0 (não possui)     |
| Rio Preto Futsal/SMEL                 | São José do Rio Preto | 12º           | Centro Regional de Eventos  | 0 (não possui)     |
| A.D.C. São Bernardo/MESC              | São Bernardo do Campo | 15º           | Adib Moysés Dib             | 0 (não possui)     |
| São José Futsal                       | São José dos Campos   | 6º            | Tênis Clube                 | 2 (último em 2008) |
| São Paulo/A.A. FIB/Mariflex           | Bauru                 | 4º e 10º      | Duduzão                     | 2 (último em 1999) |
| ADC Ford/Taubaté                      | Taubaté               | 1º (Série A2) | CEMTE                       | 0 (não possui)     |
| ADSF/Vargem Grande do Sul/Cruzeirinho | Vargem Grande do Sul  | N/A           | C.E.E. José Cortez          | 0 (não possui)     |
| A.D. Wimpro                           | Guarulhos             | N/A           | Sindicato dos Metalúrgicos  | 0 (não possui)     |
| A.D. Yoka/Spani Atacadista            | Guaratinguetá         | 2º (Série A2) | Itaguará Country Clube      | 0 (não possui)     |

## Primeira Fase
Atualizado em 18 de agosto de 2014.
|  | Classificado para a Chave B |
|  | Classificado para a Chave C |
|  | Classificado para a Chave D |
|  | Classificado para a Chave E |
|  | Eliminados                  |

| Pos | Times                | Pts | J  | V  | E | D  | GP | GC  | SG  | GA   | %     |
| --- | -------------------- | --- | -- | -- | - | -- | -- | --- | --- | ---- | ----- |
| 1   | Magnus Futsal        | 50  | 18 | 16 | 2 | 0  | 89 | 28  | +61 | 3,18 | 92,59 |
| 2   | ADC Intelli          | 48  | 18 | 15 | 3 | 0  | 83 | 42  | +41 | 1,98 | 88,89 |
| 3   | Corinthians          | 43  | 18 | 14 | 1 | 3  | 89 | 28  | +61 | 3,18 | 79,63 |
| 4   | Taubaté              | 31  | 18 | 9  | 4 | 5  | 45 | 33  | +12 | 1,36 | 57,41 |
| 5   | AABB                 | 31  | 18 | 9  | 4 | 5  | 43 | 34  | +9  | 1,26 | 57,41 |
| 6   | São José             | 31  | 18 | 9  | 4 | 5  | 39 | 33  | +6  | 1,18 | 57,41 |
| 7   | Yoka                 | 26  | 18 | 8  | 2 | 8  | 45 | 45  | 0   | 1,00 | 48,15 |
| 8   | São Paulo/A.A. FIB   | 26  | 18 | 7  | 5 | 6  | 35 | 47  | -12 | 0,74 | 48,15 |
| 9   | Guarulhos            | 25  | 18 | 7  | 4 | 7  | 39 | 43  | -4  | 0,91 | 46,30 |
| 10  | Grêmio Mogiano       | 24  | 18 | 6  | 6 | 6  | 50 | 47  | +3  | 1,06 | 44,44 |
| 11  | Osasco               | 23  | 18 | 7  | 2 | 9  | 49 | 47  | +2  | 1,04 | 42,59 |
| 12  | Jacareí              | 21  | 18 | 6  | 3 | 9  | 48 | 42  | +6  | 1,14 | 38,89 |
| 13  | Rio Preto            | 21  | 18 | 5  | 6 | 7  | 47 | 44  | +3  | 1,07 | 38,89 |
| 14  | Indaiatuba           | 18  | 18 | 4  | 6 | 8  | 49 | 56  | -7  | 0,88 | 33,33 |
| 15  | São Bernardo         | 18  | 18 | 5  | 3 | 10 | 36 | 47  | -11 | 0,77 | 33,33 |
| 16  | Pulo do Gato         | 17  | 18 | 5  | 2 | 11 | 33 | 52  | -19 | 0,63 | 31,48 |
| 17  | Grêmio Barueri       | 11  | 18 | 1  | 8 | 9  | 35 | 52  | -17 | 0,67 | 20,37 |
| 18  | Wimpro               | 8   | 18 | 1  | 5 | 12 | 15 | 68  | -53 | 0,22 | 14,81 |
| 19  | Vargem Grande do Sul | 6   | 18 | 2  | 0 | 16 | 27 | 108 | -80 | 0,25 | 11,11 |

## Segunda Fase

### Chave B
| Pos | Times              | Pts | J | V | E | D | GP | GC | SG | GA   | %     | Classificação                          |
| --- | ------------------ | --- | - | - | - | - | -- | -- | -- | ---- | ----- | -------------------------------------- |
| 1   | Magnus Futsal      | 7   | 4 | 2 | 1 | 1 | 10 | 6  | 4  | 1,67 | 58,33 | Classificados para as Quartas de Final |
| 2   | Jacareí            | 7   | 4 | 2 | 1 | 1 | 3  | 5  | -2 | 0,6  | 58,33 | Classificados para as Quartas de Final |
| 3   | São Paulo/A.A. FIB | 3   | 4 | 1 | 0 | 3 | 5  | 7  | -2 | 0,71 | 25    |                                        |

### Chave C
| Pos | Times       | Pts | J | V | E | D | GP | GC | SG | GA   | %     | Classificação                          |
| --- | ----------- | --- | - | - | - | - | -- | -- | -- | ---- | ----- | -------------------------------------- |
| 1   | ADC Intelli | 10  | 4 | 3 | 1 | 0 | 17 | 10 | 7  | 1,7  | 83,33 | Classificados para as Quartas de Final |
| 2   | Yoka        | 4   | 4 | 1 | 1 | 2 | 10 | 15 | -5 | 0,67 | 33,33 | Classificados para as Quartas de Final |
| 3   | Osasco      | 3   | 4 | 1 | 0 | 3 | 16 | 18 | -2 | 0,89 | 25    |                                        |

### Chave D
| Pos | Times          | Pts | J | V | E | D | GP | GC | SG | GA   | %     | Classificação                          |
| --- | -------------- | --- | - | - | - | - | -- | -- | -- | ---- | ----- | -------------------------------------- |
| 1   | Corinthians    | 10  | 4 | 3 | 1 | 0 | 8  | 3  | 5  | 2,67 | 83,33 | Classificados para as Quartas de Final |
| 2   | São José       | 7   | 4 | 2 | 1 | 1 | 6  | 5  | 1  | 1,2  | 58,33 | Classificados para as Quartas de Final |
| 3   | Grêmio Mogiano | 0   | 4 | 0 | 0 | 4 | 3  | 9  | -6 | 0,33 | 0     |                                        |

### Chave E
| Pos | Times     | Pts | J | V | E | D | GP | GC | SG | GA   | %     | Classificação                          |
| --- | --------- | --- | - | - | - | - | -- | -- | -- | ---- | ----- | -------------------------------------- |
| 1   | AABB      | 7   | 4 | 2 | 1 | 1 | 8  | 6  | 2  | 1,33 | 58,33 | Classificados para as Quartas de Final |
| 2   | Taubaté   | 5   | 4 | 1 | 2 | 1 | 7  | 7  | 0  | 1    | 41,67 | Classificados para as Quartas de Final |
| 3   | Guarulhos | 4   | 4 | 1 | 1 | 2 | 10 | 12 | -2 | 0,83 | 33,33 |                                        |

## Fase eliminatória
|  | Quartas-de-final      | Quartas-de-final      | Quartas-de-final |       |                       | Semifinais | Semifinais | Semifinais |  |             | Final | Final | Final |
|  |                       |                       |                  |       |                       |            |            |            |  |             |       |       |       |
|  | ADC Intelli           | 0                     | 2 (1)            |       |                       |            |            |            |  |             |       |       |       |
|  | Jacareí               | 4                     | 0 (0)            |       |                       |            |            |            |  |             |       |       |       |
|  | Jacareí               | 4                     | 0 (0)            |       | ADC Intelli           | 2          | 3 (1)      |            |  |             |       |       |       |
|  |                       |                       |                  |       | ADC Intelli           | 2          | 3 (1)      |            |  |             |       |       |       |
|  |                       | Corinthians           | 4                | 1 (0) |                       |            |            |            |  |             |       |       |       |
|  | Corinthians           | Corinthians           | 4                | 1 (0) | 5                     | 2          |            |            |  |             |       |       |       |
|  | Corinthians           |                       |                  |       | 5                     | 2          |            |            |  |             |       |       |       |
|  | Taubaté               | 1                     | 2                |       |                       |            |            |            |  |             |       |       |       |
|  | Taubaté               | 1                     | 2                |       |                       |            |            |            |  | ADC Intelli | 3     | 3     |       |
|  |                       |                       |                  |       |                       |            |            |            |  | ADC Intelli | 3     | 3     |       |
|  |                       | SorocabaMagnus Futsal | 6                | 4     |                       |            |            |            |  |             |       |       |       |
|  | SorocabaMagnus Futsal | SorocabaMagnus Futsal | 6                | 4     | 3                     | 3          |            |            |  |             |       |       |       |
|  | SorocabaMagnus Futsal |                       |                  |       | 3                     | 3          |            |            |  |             |       |       |       |
|  | Yoka                  | 3                     | 1                |       |                       |            |            |            |  |             |       |       |       |
|  | Yoka                  | 3                     | 1                |       | SorocabaMagnus Futsal | 3          | 2 (2)      |            |  |             |       |       |       |
|  |                       |                       |                  |       | SorocabaMagnus Futsal | 3          | 2 (2)      |            |  |             |       |       |       |
|  |                       | São José              | 3                | 2 (1) |                       |            |            |            |  |             |       |       |       |
|  | AABB                  | São José              | 3                | 2 (1) | 0                     | 1 (1)      |            |            |  |             |       |       |       |
|  | AABB                  |                       |                  |       | 0                     | 1 (1)      |            |            |  |             |       |       |       |
|  | São José              | 3                     | 0 (4)            |       |                       |            |            |            |  |             |       |       |       |
|  | São José              | 3                     | 0 (4)            |       |                       |            |            |            |  |             |       |       |       |

### Final

#### Ida
| 15 de dezembro | SorocabaMagnus Futsal                                                                  | 6 – 3     | ADC Intelli               | Ginásio Agostinho Fávaro, Paulínia |
| 19:00          | Thiaguinho 4' · Foglia 12' · Ricardinho 20' · Fellipe Mello 38' · Bruno Souza 39', 40' | Relatório | Gadeia 6', 36' · Caio 12' | Árbitro: Michel Jean Bonnaud Árbitro 2: Sergio Dionísio da Silva Anotador: Paulo Henrique Filigoi Cronometrista: Priscila Cuebra Garcia |

| Magnus Futsal | ADC Intelli |

#### Volta
| 19 de dezembro | ADC Intelli                                | 3 – 4     | SorocabaMagnus Futsal                          | Ginásio Maurício Leite de Moraes, Orlândia |
| 19:00          | Tatu 1' (g.c.) · Gadeia 25' · Cabreúva 27' | Relatório | Falcão 19' · Fellipe Mello 33' · Xuxa 38', 39' | Árbitro: Emerson Fernandes Rorato Árbitro 2: Henrique Ângelo da Silva Anotador: Luciano Durão Bento Cronometrista: Nivaldo Pimenta de O. Lança |

| ADC Intelli |  | Magnus Futsal |

## Premiação
| Campeão da Liga Paulista de Futsal de 2014 |
| ------------------------------------------ |
| SorocabaMagnus Futsal · (1º título)        |

Os seguintes prêmios foram designados no torneio:
| Artilheiro             | Super Craque                 | Revelação                  |
| ---------------------- | ---------------------------- | -------------------------- |
| Cabreúva (ADC Intelli) | Falcão SorocabaMagnus Futsal | Luan SorocabaMagnus Futsal |

### Seleção da LPF
| Goleiro              | Fixo               | Alas                                                                    | Pivô                       |
| -------------------- | ------------------ | ----------------------------------------------------------------------- | -------------------------- |
| Guitta (ADC Intelli) | Ciço (ADC Intelli) | Destro: Cabreúva (ADC Intelli) Canhoto: Falcão ( SorocabaMagnus Futsal) | Leandro Simi (Corinthians) |